# Озёрный (Алтайский край)
Озёрный — посёлок в Павловском районе Алтайского края. Входит в состав муниципального образования Комсомольский сельсовет.

## География
Посёлок расположен в вершине лога Первый, в 22 км к юго-западу от центра сельского поселения посёлка Комсомольский.

## Население
| 1997 | 1998 | 1999 | 2000 | 2001 | 2002 | 2003 | 2004 | 2005 |
| ---- | ---- | ---- | ---- | ---- | ---- | ---- | ---- | ---- |
| 243  | ↗250 | ↘241 | ↘233 | ↘229 | ↗245 | ↘243 | ↗247 | ↗248 |
| 2006 | 2007 | 2008 | 2009 | 2010 | 2011 | 2012 | 2013 |      |
| ↗249 | ↘240 | ↘234 | ↗243 | ↘222 | ↗225 | ↗226 | ↗232 |      |

Национальный состав
Согласно результатам переписи 2002 года, в национальной структуре населения русские составляли 73 %.